# Ogasawarana nitida
Ogasawarana nitida је пуж из реда Cycloneritimorpha и фамилије Helicinidae. 

## Угроженост
Подаци о распрострањености ове врсте су недовољни.

## Распрострањење
Јапан је једино познато природно станиште врсте.

## Станиште
Врста Ogasawarana nitida има станиште на копну.